# Antoine, Duce de Montpensier
Prințul Antoine d'Orléans, Duce de Montpensier (Antoine Marie Philippe Louis), (n. 31 iulie 1824, Neuilly, Seine, Franța – d. 4 februarie 1890, Sanlúcar de Barrameda, Andaluzia, Spania) a fost membru al familiei regale franceze, cel mai mic fiu al regelui Ludovic-Filip al Franței și al soției lui Maria Amalia a celor Două Sicilii. S-a născut la castelul de Neuilly și a murit la 4 februarie la Sanlúcar de Barrameda, Spania.

## Căsătorie și copii
La 10 octombrie 1846, la Madrid, Prințul Antoine  s-a căsătorit cu Infanta Luisa Fernanda a Spaniei, fiica regelui Ferdinand al VII-lea al Spaniei și a soției acestuia, Maria Christina a celor Două Sicilii.
Antoine și Luisa Fernanda au avut nouă copii, însă numai cinci au ajuns adulți.

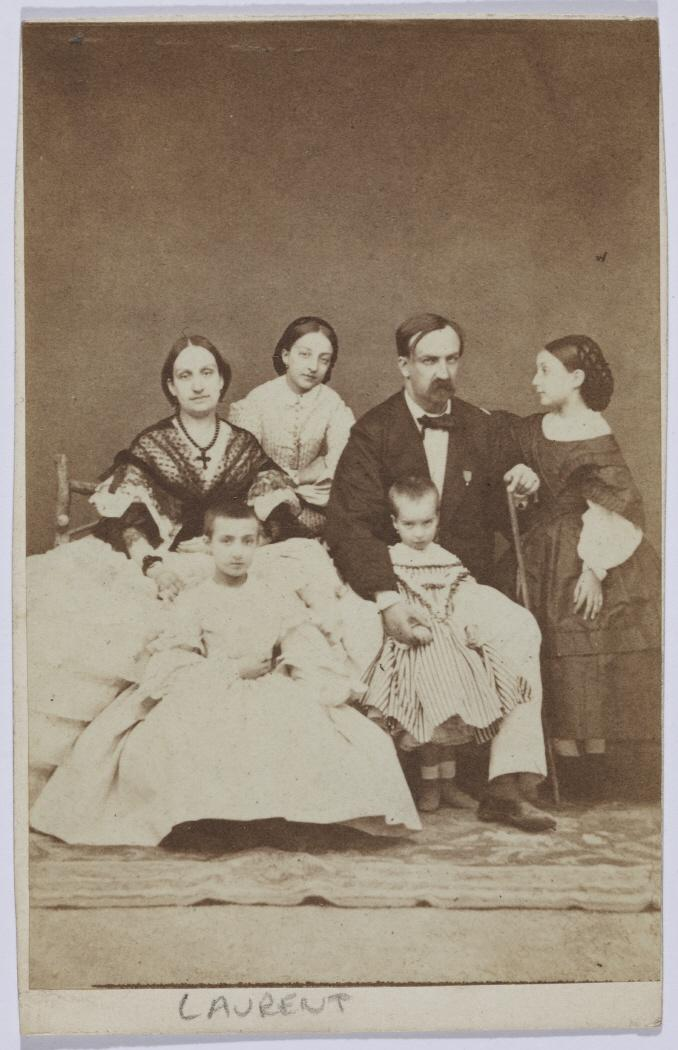
Ducele de Montpensier și soția sa Infanta Luisa Fernada și patru dintre copiii lor.

- Infanta Maria Isabel (1848–1919), care s-a căsătorit cu verișorul ei primar, Philippe, conte de Paris (1838–94), pretendent la tronul Franței. Au avut copii.
- Infanta Maria Amelia (1851–70).
- Infanta Maria Cristina (1852–79). După ce sora ei mai mică Mercedes a murit, s-a logodit cu Alfonso al XII-lea, care era cu cinci ani mai mic decât ea, însă Maria Cristina a murit înainte de nuntă.
- Infanta Maria de la Regla (1856–61).
- Infantele Fernando (1859–73).
- Infanta Maria de las Mercedes (1860–78), care s-a căsătorit cu verișorul ei primar Alfonso al XII-lea. Nu au avut copii.
- Infantele Felipe Raimundo Maria (1862–64)
- Infantele Antonio (1866–1930), care a devenit Duce de Galliera în Italia. S-a căsătorit cu verișoara sa primară, Infanta Eulalia a Spaniei (1864–1958), fiica Isabelei a II-a, și au avut doi fii:

1) Infantele Alfonso (1886–1975), al 5-lea Duce de Galliera (1930–37), care s-a căsătorit cu Prințesa Beatrice de Edinburgh, fiica lui Prințului Alfred, Duce de Saxa-Coburg-Gotha și au avut trei fii.

2) Infantele Luís (1888–1945), care s-a căsătorit cu Marie Charlotte Say (1857–1943). Nu au avut copii.
- Infante Luis Maria Felipe Antonio (1867–74)

Prin Maria Isabel, el a devenit străbunicul: regelui Manuel al II-lea al Portugaliei, Luís Filipe, Duce de Braganza, Prințul Amedeo, Duce de Aosta, Prințul Aimone, Duce de Aosta, prințesa Dolores Czartoryski, prințesa Esperanza de Orleans-Braganza, Maria Mercedes de Bourbon (mama regelui Juan Carlos al Spaniei) și Prințul Henri, Conte de Paris.

## Candidat la tronul Spaniei
Antoine de Montpensier a trăit în Spania din anul 1848 când familia sa a fost nevoită să părăsească Franța după Revoluția de la 1848.

În timpul Revoluției spaniole din 1868, el a susținut insurgenții împotriva cumnatei lui, regina Isabela a II-a a Spaniei.
În 1870 a luptat în duel împotriva Infantelui Enrique, Duce de Sevilla, fratele Ducelui de Cádiz (soțul reginei Isabela a II-a) și l-a ucis. Antoine a fost condamnat la o lună de închisoare.
La 16 noiembrie 1870 s-a votat pentru următorul rege al Spaniei și a fost ales Amadeo I al Spaniei cu 191 voturi. Antoine a primit numai 27 de voturi și a părăsit Spania unde s-a mai întors în 1874. Ambițiile sale s-au împlinit prin fiica sa Mercedes care a devenit regină consort a Spaniei după căsătoria cu Alfonso al XII-lea, fiul Isabelei a II-a.